# Віктор Едвардсен
Віктор Кай Едвардсен (швед. Victor Kaj Edvardsen, нар. 14 січня 1996, Гетеборг, Швеція) — шведський футболіст, нападник нідерландського клубу «Гоу Егед Іглз».

## Ігрова кар'єра

### Клубна
Віктор Едвардсен народився у місті Гетеборг і у чотири роки приєднався до клубної академії місцевого однойменного клуба. В складі юнацької команди вигравав національний чемпіонат. В липні 2015 року Віктор відбув в оренду до клубу Супереттан «Утсіктенс». В складі «Гетеборга» нападник не провів жодного матчу. сезон 2016 року він провів у норвезькому «Ельверумі».
У 2017 році Едвардсен повернувся до Швеції, де грав у ряді клубів нижчих дивізіонів. Перед початком сезону 2020 року футболіст підписав трирічний контракт з клубом «Дегерфорс». За результатами сезону Едвардсен став третім бомбардиром турніру і допоміг «Дегерфорсу» вийти до вищого дивізіону. 12 квітня 2021 року у матчі проти столичного АІКа нападник дебютував у Аллсвенскан.
В січні 2022 року Едвардсен перейшов до «Юргордена», підписавши з клубом чотирирічний контракт. В складі столичного клуба нападник брав участь у груповому раунді Ліги конференцій 2022/23.
Влітку 2023 року футболіст перейшов до нідерландського клубу «Гоу Егед Іглз», з яким у травні 2025 року став переможцем Кубка Нідерландів.

### Збірна
12 січня 2023 року Віктор Едвардсен провів першу гру в складі національної збірної Швеції, коли вийшов у стартовому складі на товариський матч проти команди Ісландії.

## Титули
Гоу Егед Іглз
 Переможець Кубка Нідерландів: 2024/25